# Shailyn Pierre-Dixon
Shailyn Pierre-Dixon (nascida em 1 de junho de 2003) é uma atriz canadense. Ela é mais conhecida por seu papel como a Aminata jovem na minissérie de televisão The Book of Negroes, para o qual ela ganhou o Canadian Screen Award de Melhor Atriz coadjuvante em Série de drama no 4º Canadian Screen Awards em 2016.
Ela também apareceu em filmes como The Best Man Holiday, Suicide Squad e Jean of the Joneses, e ela interpreta a personagem Franny na série de televisão Between.

## Filmografia

### Televisão
| Ano     | Título              | Papel             | Nota         |
| ------- | ------------------- | ----------------- | ------------ |
| 2015    | The Book of Negroes | Aminata (criança) | 3 episódios  |
| 2015-16 | Between             | Frances           | 12 episódios |

### Cinema
| Ano  | Título               | Papel      |
| ---- | -------------------- | ---------- |
| 2013 | The Best Man Holiday | Kelly      |
| 2016 | Jean of the Joneses  | Mary Jones |
| 2016 | Esquadrão Suicida    | Zoe Lawton |